# Juzgado General de Indios (Nueva España)
El Juzgado General de Indios fue un cuerpo judicial vigente entre 1585 y 1820, dirigido por la corona española en Nueva España para resolver disputas entre comunidades e individuos indígenas dentro de sus territorios.

## Historia
La creación de un tribunal que permitió a los indígenas una justicia rápida, económica y eficaz se produjo después del fracaso de los esfuerzos de la corona para proporcionar reparación legal a través de los tribunales y procedimientos legales españoles.
Una monografía del historiador Woodrow Borah examina los precedentes para el establecimiento de la corte, los procedimientos que adoptó y la financiación de la asistencia jurídica a los indígenas mediante un impuesto de medio real. Antes del establecimiento formal de la corte, los virreyes manejaban un buen número de denuncias de indígenas, una práctica iniciada por el primer virrey Antonio de Mendoza y Pacheco.
La corte se estableció después de la destrucción casi completa de las poblaciones indígenas en el Caribe y la caída precipitada de esas poblaciones en el centro de México durante el siglo XVI. Procesos similares estaban en marcha en Perú y el virrey de allá, Francisco de Toledo, estableció el Juzgado General de Indios en su virreinato, que sentó el precedente para la corte indígena en México.
Los funcionarios españoles llegaron a reconocer que el acceso de personas y comunidades indígenas a los tribunales para juicios sumarios a bajo costo y sin la posibilidad de un litigio extenso les beneficiaría. La teoría jurídica que sustentaba el establecimiento de la corte era que la corona tenía el deber de proteger a los miserables, como las viudas y los huérfanos, y la clasificación se extendió a los pueblos indígenas.
La corona ya había establecido una división legal entre los indígenas y las poblaciones no indígenas ampliamente concebidas (españoles, africanos y mestizos, las principales castas) con la República de Indios y la República de Españoles. Aunque con el establecimiento del Santo Oficio de la Inquisición en 1571, los indígenas fueron considerados neófitos perpetuos y excluidos de su jurisdicción, pero el establecimiento de la Corte General de Indios bajo el virrey Luis Velasco II, los indígenas, particularmente en el centro de México, se mantuvo en el sistema legal. Con la ayuda de asesores legales financiados por un impuesto de medio real, los indígenas podrían buscar una reparación legal a través de los tribunales. Los intereses españoles adquiridos se opusieron al establecimiento de la corte, ya que sus prácticas podrían ser bloqueadas por las quejas de los indígenas sobre la explotación.